# امترک
امترک (انگلیسی: Amtrak) یکی از شرکت‌های راه‌آهن آمریکایی است که علاوه بر آمریکا، در چند استان کانادا نیز فعالیت می‌کند. این شرکت به شکل روزانه با کمک ۳۷۴ قطار خود، حدود ۵۱٫۰۰۰ کیلومتر مسیر را طی می‌کند و ۸۹۶ نقطه را در ۴۶ ایالت آمریکا به هم متصل می‌کند. علاوه بر این، در ۳ استان کانادا نیز فعال است. دفتر اصلی امتراک در واشینگتن، دی. سی. واقع است.
نام امترک شامل دو قسمت است. قسمت اول «ام» (به انگلیسی AM) برگرفته شده از کلمه America (آمریکا) و قسمت دوم تراک (به انگلیسی Trak) که در واقع تلفظ کلمه Track به معنای مسیر است.

## پیوند
- وبگاه رسمی